# Чёрный смерч
Чёрный смерч — произведение популярного советского и российского фантаста Святослава Логинова. Является продолжением книги Чёрная кровь, написанной совместно с Ником Перумовым.

## Сюжет
Со времени окончания «Чёрной крови» прошло шестнадцать лет. Род зубра постепенно залечил бо́льшую часть ран, нанесённых вторжением карликов-диатритов и пробуждением, а затем гибелью одного из четырёх предвечных владык Кюлькаса. Подросли дети, родившиеся после тех событий, и среди них Таши, сын легендарного Таши-Лучника победителя колдуна-мангаса мэнкочеловеческого ублюдка. Казалось бы, прежние беды ушли в прошлое, но на смену им пришла ещё большая напасть. Внезапно передрались между собой сразу несколько соседних родов; на людей зубра тоже было совершено несколько нападений. Вскоре, правда, выяснилось, что за всем этим стоят мэнки — неизвестные ранее людям чужинцы, способные наводить морок, выдавая себя за другого, и подчинять волю. Лишь напрягая все силы, колдунам удаётся временно сдержать атаки мэнков, но быстро становится ясно, что этого мало: надо найти и вернуть нефритовый нож, которым Уника — жена Таши — когда-то убила Кюлькаса. А если и этого не хватит, придётся обращаться за помощью к Баюну — древнему магу, в пещере которого доживают свои жизни великие маги прежних времён из самых разных народов. Потому как людям грозит последний стихийный владыка-Хоров. И кто, как не Уника с сыном, смогут выполнить это задание, полностью изменив Мир.